# مت سرا
مت سرا (انگلیسی: Matt Serra؛ زادهٔ ۲ ژوئن ۱۹۷۴) ورزشکار هنرهای رزمی ترکیبی اهل ایالات متحده آمریکا است. وی بین سال‌های ۱۹۹۷ تا ۲۰۱۰ میلادی فعالیت می‌کرد.
او یک مبارز سابق سازمان یواف‌سی و قهرمان سابق دسته سبک‌وزن یواف‌سی است.
سرا در مسیر کسب عنوان قهرمانی دستت سبک‌وزن، پیت اسپرات، شونی کارتر و کریس لایتل را شکست داد. او بلافاصله پس از آن قهرمانی وزن سبک‌وزن یواف‌سی را به دست آورد. سرا همچنین به عنوان سرمربی برنامه واقع‌نمای The Ultimate Fighter 6 در مقابل مت هیوز فعالیت کرد و عضو تالار مشاهیر یواف‌سی است. سرا در رشته گراپلینگ، مدال نقره مسابقات قهرمانی جهان کشتی تسلیمی ADCC را در کارنامه خود دارد.
سرا از سنین پایین شروع به تمرین هنرهای رزمی کرد و با وینگ چون شروع کرد. در دهه ۱۹۹۰، او آموزش جیو جیتسو برزیلی را زیر نظر رنزو گریسی آغاز کرد. در سال ۲۰۰۰، او اولین آمریکایی بود که توسط گریسی به کمربند مشکی ارتقا یافت. علاوه بر مسابقات رقابتی با اعضای تالار مشاهیر یواف‌سی، هیوز و بی.جی. پن، بزرگ‌ترین دستاورد سرا در هنرهای رزمی ترکیبی در یواف‌سی ۶۹ رقم خورد، جایی که او با عملکردی برنده جایزه ناک اوت شب، ژرژ سنت پیر را شکست داد و قهرمانی میان وزن یواف‌سی را از آن خود کرد.